# Texas Hold 'Em (chanson)
Singles de Beyoncé
My House
(2023) 16 Carriages
(2024)
Texas Hold 'Em est une chanson, de 2024, de l'auteure-compositrice et interprète américaine Beyoncé. Elle est écrite par Beyoncé, Elizabeth Lowell Boland, Megan Bülow, Brian Bates, Nathan Ferraro et Rafael Saadiq. Le titre est présent sur son huitième album Cowboy Carter. Il s'agit du premier single de l'album avec 16 Carriages. La chanson fait l'objet d'une sortie surprise et elle est présentée pour la première fois lors du Super Bowl LVIII, le 11 février 2024. Intitulée d'après la variante du jeu de poker, Texas Hold 'Em est une chanson country pop, western et soul à tempo élevé, avec des éléments folk.

## Accueil critique
Les critiques musicaux saluent Texas Hold 'Em pour son ton enjoué, sa sonorité authentique, la performance vocale de Beyoncé et sa célébration des racines noires de la musique country. Les artistes de country et les responsables des radios de country saluent également la chanson pour avoir rendu la musique country plus accessible à un public plus large. Le morceau déclenche des discussions sur la place des musiciens noirs dans la musique country, augmente le nombre d'auditeurs des artistes noirs de country et des radios country en général, et il  accroit la popularité des vêtements (en) ainsi que la culture (en) western.

## Accueil commercial
La chanson Texas Hold 'Em est un succès commercial et elle marque plusieurs réalisations historiques. Aux États-Unis, elle arrive en tête du Billboard Hot 100, devenant la treizième chanson numéro un de Beyoncé et sa neuvième en tant qu'artiste solo.
En outre, la chanson débute au sommet du classement Hot Country Songs, faisant de Beyoncé la première femme noire à avoir une chanson country numéro un dans l'histoire du Billboard. Elle est détrônée au bout de dix semaines par A Bar Song (Tipsy), chanson interprétée par un autre artiste noir, Shaboozey. Une première dans l'histoire du classement country.
En dehors des États-Unis, Texas Hold 'Em arrive en tête des classements au Canada, en Irlande, aux Pays-Bas, en Nouvelle-Zélande et au Royaume-Uni, ainsi que du Billboard Global 200, ce qui permet à Beyoncé d'être numéro un pour la première fois depuis la création du classement.

## Classements hebdomadaires
| Classement (2024)                       | Meilleure place |
| --------------------------------------- | --------------- |
| Allemagne (GfK Entertainment)           | 1               |
| Australie (ARIA)                        | 1               |
| Autriche (Ö3 Austria Top 40)            | 1               |
| Belgique (Flandre Ultratop 50 Singles)  | 1               |
| Belgique (Wallonie Ultratop 50 Singles) | 1               |
| Canada (Canadian Hot 100)               | 1               |
| Danemark (Tracklisten)                  | 1               |
| Espagne (PROMUSICAE)                    | 7               |
| États-Unis (Billboard Hot 100)          | 1               |
| États-Unis (Hot Country Songs)          | 1               |
| France (SNEP)                           | 4               |
| Irlande (Irish Singles Chart)           | 1               |
| Italie (FIMI)                           | 7               |
| (Billboard Global 200)                  | 1               |
| Norvège (VG-lista)                      | 1               |
| Nouvelle-Zélande (RMNZ)                 | 1               |
| Pays-Bas (Single Top 100)               | 1               |
| Portugal (AFP)                          | 1               |
| Royaume-Uni (UK Singles Chart)          | 1               |
| Suède (Sverigetopplistan)               | 1               |
| Suisse (Schweizer Hitparade)            | 1               |